# Liptovský Peter
Liptovský Peter és un poble i municipi d'Eslovàquia que es troba a la regió de Žilina, al centre-nord del país.

## Història
La primera menció escrita de la vila es remunta al 1286.

## Demografia
| Godina             | 1994 | 2004   | 2014   | 2024   |
| ------------------ | ---- | ------ | ------ | ------ |
| Nombre de persones | 1389 | 1361   | 1370   | 1265   |
| Diferència         |      | −2,01% | +0,66% | −7,66% |

| Godina             | 2023 | 2024   |
| ------------------ | ---- | ------ |
| Nombre de persones | 1280 | 1265   |
| Diferència         |      | −1,17% |